# Телефон містера Герріґена (фільм)
«Телефон містера Герріґена» (англ. Mr. Harrigan's Phone) — американський фільм жахів, знятий режисером і сценаристом Джоном Лі Генкоком, заснований на однойменній повісті Стівена Кінга, з Дональдом Сазерлендом та Джейденом Мартеллом у головних ролях.
Вихід на Netflix відбувся 5 жовтня 2022 року.

## Синопсис
Коли містер Герріґена помирає, Крейг, підліток, який дружив з ним і виконував для нього різні доручення, перед похованням кладе його смартфон у кишеню. Коли самотній юнак надсилає своєму померлому другові повідомлення, він приголомшений, отримавши відповідь.

## У ролях
| Актор               | Роль            |
| ------------------- | --------------- |
| Дональд Сазерленд   | Джон Герріґен   |
| Джейден Мартелл     | Крейґ           |
| Колін О'Браєн       | Крейґ малий     |
| Джо Тіппетт         | батько Крейґа   |
| Кірбі Хауелл-Батист | Міс Гарт        |
| Пеґґі Дж. Скотт     | Една            |
| Сайрус Арнольд      | Кенні Янкович   |
| Конор Вільям Райт   | У-Боут          |
| Алекса Нізяк        | Марджі          |
| Талія Торіо         | Реджіна         |
| Беннетт Зальцман    | Біллі           |
| Томас Мерфі         | Піт             |
| Джозеф Тейлор       | Джуліан Саммерс |
| Ренді Ковіц         | Чик Рафферті    |

## Український дубляж
- Олександр Ігнатуша — Джон Герріґен
- Дем'ян Шиян — Крейґ
  - Тимофій Марченко — Крейґ малий
- Михайло Кришталь — Батько Крейґа
- Антоніна Хижняк — Міс Гарт
- Наталя Синенко — Една
- Валентин Музиченко — Кенні Янкович
- Ярослав Сидоренко — У-Боут
- Дар'я Якушева — Марджі
- Анна Павленко — Реджіна
- Артур Проценко — Біллі
- Максим Кондратюк — Піт
- Володимир Гурін — Джуліан Саммерс
- Олександр Шевчук — Чик Рафферті
- Людмила Суслова — Жінка
- Олександр Завальський — Священник
- Володимир Кокотунов — Санітар

- А також: Едуард Кіхтенко, Кристина Чехачова, Павло Шпегун

Фільм дубльовано студією «Le Doyen» на замовлення компанії «Netflix» у 2022 році.
- Режисер дубляжу — Максим Кондратюк
- Менеджер проєкту — Ярослав Сидоренко
- Звукооператор — Віктор Алферов
- Перекладач — Тетяна Левченко
- Менеджери студії — Марина Булаковська, Валентина Левицька

## Виробництво
10 липня 2020 року видання Deadline Hollywood повідомило, що Netflix придбав права на фільм «Телефон містера Герріґена», який буде спродюсований Раяном Мерфі і компанією Blumhouse Productions, а сценаристом і режисером фільму стане Джон Лі Генкок.
1 жовтня 2021 року повідомлялося, що Дональд Сазерленд і Джейден Мартелл були обрані на головні ролі. Пізніше в жовтні з'явилася інформація, що Кірбі Гауелл-Батіст і Джо Тіппетт поповнили акторський склад.
Зйомки почалися в Коннектикуті 20 жовтня 2021 року і завершилися 22 грудня 2021 року.

## Випуск
Вихід на Netflix відбувся 5 жовтня 2022 року.